# Roland Szolnoki
Roland Szolnoki (Mór, 21 gennaio 1992) è un calciatore ungherese, difensore del Puskás Akadémia.

## Carriera

### Club
Ha sempre giocato nel campionato ungherese.

### Nazionale
Ha esordito con l'under-21 ungherese nel 2012. Il 5 giugno 2015 debutta con la nazionale maggiore nell'amichevole interna vinta per 4 a 0 contro la Lituania.

## Palmarès

### Club

#### Competizioni nazionali
- Campionato ungherese: 1

Videoton: 2014-2015, 2017-2018